# エアー半島

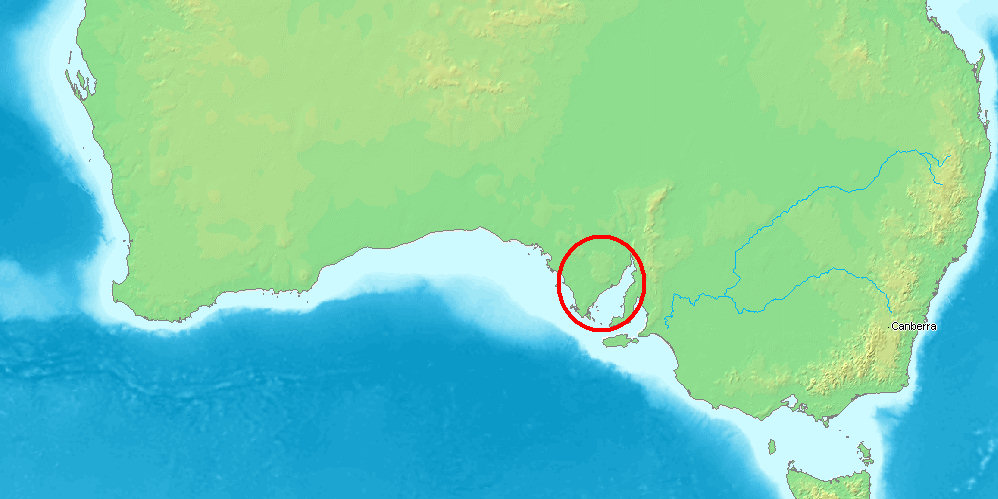
エアー半島の位置

エアー半島（Eyre Peninsula）とは、オーストラリア・南オーストラリア州の南西部に位置する逆三角形の形をした半島である。東にはスペンサー湾、西にはグレートオーストラリア湾、北にはゴーラー山脈があり、南には南極海が広がっている。エアー半島の名は、1839年から1841年にかけてこの地を探検したエドワード・ジョン・エアから取った名前である。1801年から1802年にかけて、マシュー・フリンダースが海岸線を調査した。また、ニコラ・ボーダンも同時期に調査した。

## 主な都市
- ポートリンカーン
- セジューナ
- ワイアーラ
- ポートオーガスタ

各都市は、フリンダーズハイウェイやエアーハイウェイなどで結ばれている。

## 主要産業
- 穀物
- 牛・羊・豚
- マグロの養殖（日本からも多くの漁業関係者が来ている）

## 国立公園
半島内には、次の3つの国立公園がある。
- ゴーラー山脈国立公園,Gawler Ranges（半島北部）
- リンカーン国立公園,Lincoln（半島南東部）
- コフィン・ベイ国立公園,Coffin Bay（半島南西部）

## 山火事
2005年1月に、半島南部で、山火事が発生し、9人が死亡した。この山火事は、過去20年間でオーストラリア国内で最悪の火事だったといわれた。